# II Fuerza Expedicionaria de Marines

La II Fuerza Expedicionaria de Marines (en inglés: II Marine Expeditionary Force (II MEF) es una Fuerza de Tareas Aero-Terrestre de Marines (MAGTF) del Cuerpo de Marines compuesta principalmente por la 2.ª División de Marines, la 2.ª Ala Aérea del Cuerpo de Marines y el 2.º Cuerpo Logístico. La II Fuerza Expedicionaria de Marines está bajo el mando de un teniente general, que sirve al mando del comandante, Cuerpo de Marines, y proporciona unidades al Comando Europeo de los Estados Unidos Comando Central de los Estados Unidos y Comando Sur de los Estados Unidos.

## Estructura
- 2.ª División de Marines
- 2.ª Ala Aérea del Cuerpo de Marines
- 2.º Grupo Logístico
- 2.ª Brigada Expedicionaria de Marines
- 22.ª Unidad Expedicionaria de Marines
- 24.ª Unidad Expedicionaria de Marines
- 26.ª Unidad Expedicionaria de Marines

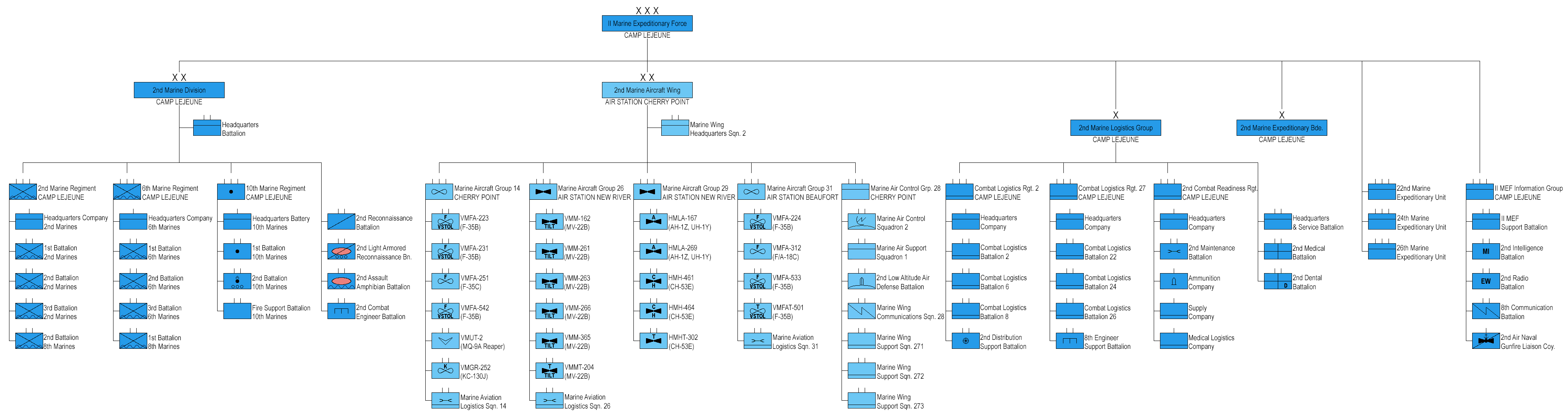
Estructura de la II MEF 2025